# Caryoteae
Caryoteae es una tribu de plantas con flores perteneciente a la subfamilia Coryphoideae dentro de la familia Arecaceae. 
Son palmeras de gran porte, distribuidas por todas las zonas tropicales.
Las palmeras del género Caryota son unas de las pocas especies de palmeras con hojas bipinnadas. La forma de las hojas es característica, con secciones que tienen forma de cola de pescado .
Tiene los siguientes géneros.

## Géneros
- Arenga - Caryota - Wallichia